# تشارلز غودنايت
تشارلز غودنايت (بالإنجليزية: Charles Goodnight)‏ هو فلاح أمريكي، ولد في 5 مارس 1836 في مقاطعة ماكوبين في الولايات المتحدة، وتوفي في 12 ديسمبر 1929 في فينيكس في الولايات المتحدة.

## وصلات خارجية
- تشارلز غودنايت على موقع الموسوعة البريطانية (الإنجليزية)